# Calamagrostis pseudophragmites
Calamagrostis pseudophragmites är en gräsart som först beskrevs av Victor Albrecht von Haller, och fick sitt nu gällande namn av Georg Ludwig Koeler. Calamagrostis pseudophragmites ingår i släktet rör, och familjen gräs. Inga underarter finns listade i Catalogue of Life.

## Bildgalleri

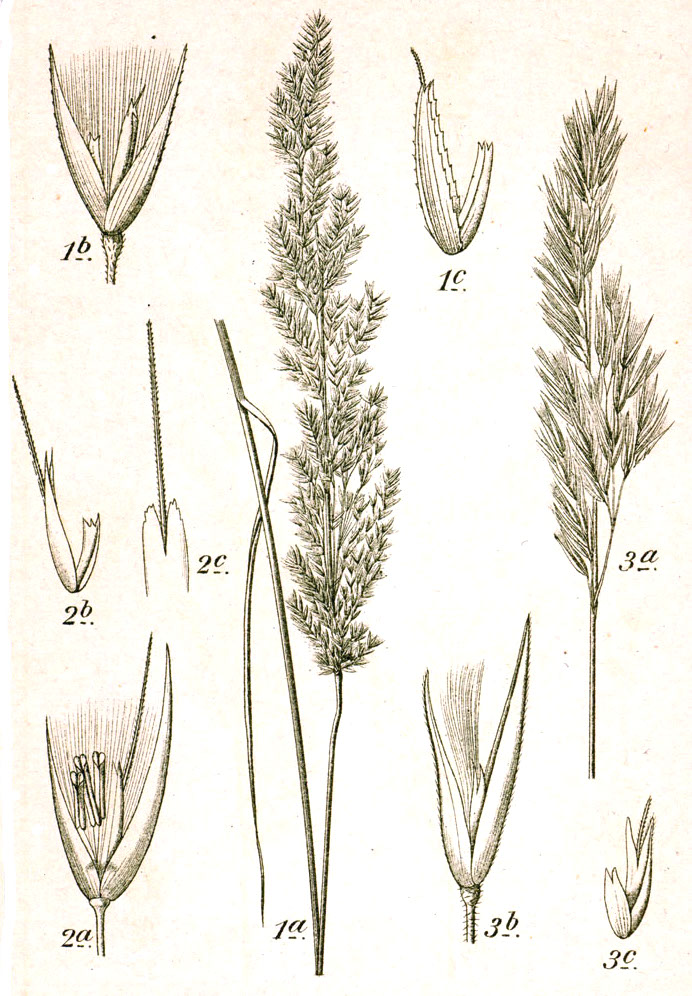